# Бэйлс, Роджер
Ро́джер Бэйлс (англ. Roger Bales, род. 15 августа 1948 года) — английский бывший профессиональный снукерист.

## Карьера
Роджер Бэйлс стал профессионалом в 1983 году, и играл в мэйн-туре последующие девять сезонов. Наивысшее для себя место в официальном рейтинге он занимал в сезоне 1987/88 — 57-е. Одна из самых заметных побед Бэйлса пришлась на British Open 1986, когда он в 1/32-й обыграл действующего на тот момент чемпиона мира Денниса Тейлора, 5:4. 
За всю свою карьеру Бэйлс в общей сложности пять раз выходил в 1/16 финала рейтинговых турниров (дважды на BCE International и British Open, и один раз — на Гран-при), но никогда не пробивался дальше. Кроме того, в 1983 году Роджер был победителем осенней серии профессионально-любительского турнира Pontins Open.